# Ba gạc lá nhỏ
Ba gạc lá nhỏ, tên khoa học Rauvolfia indosinensis là một loài thực vật có hoa trong họ La bố ma. Loài này được Pichon miêu tả khoa học đầu tiên năm 1947.